# Haworthia ligulata
Haworthia ligulata är en grästrädsväxtart som beskrevs av M. Hayashi. Haworthia ligulata ingår i släktet Haworthia och familjen grästrädsväxter. Inga underarter finns listade i Catalogue of Life.